# Delec beta
Delci β so elektroni ali pozitroni z veliko energijo in hitrostjo, ki jih oddajajo nekatere vrste radioaktivnih atomskih jeder, kot je na primer kalij-40. Izsevani delci β so vrsta ionizirajočega sevanja, znanega tudi kot žarki β. Nastanek delcev β se imenuje razpad β. Označuje se jih z grško črko beto (β). Obstajata dve vrsti razpada β, β− in β+, kjer nastaneta elektron ali pozitron. 